# Sokółka
Sokółka is een stad in het Poolse woiwodschap Podlachië, gelegen in de powiat Sokólski. De oppervlakte bedraagt 18,61 km², het inwonertal 19.037 (2005).

## Verkeer en vervoer
- Station Sokółka

## Geboren in Sokólka
- Wojchiech Biziuk (1968), schaatser
- Marcin Białobłocki (1983), wielrenner